# John Cranko Schule
Die John Cranko Schule ist eine Ballettschule in Stuttgart. Sie wurde von John Cranko, dem langjährigen Direktor des Stuttgarter Balletts, gegründet.

## Geschichte

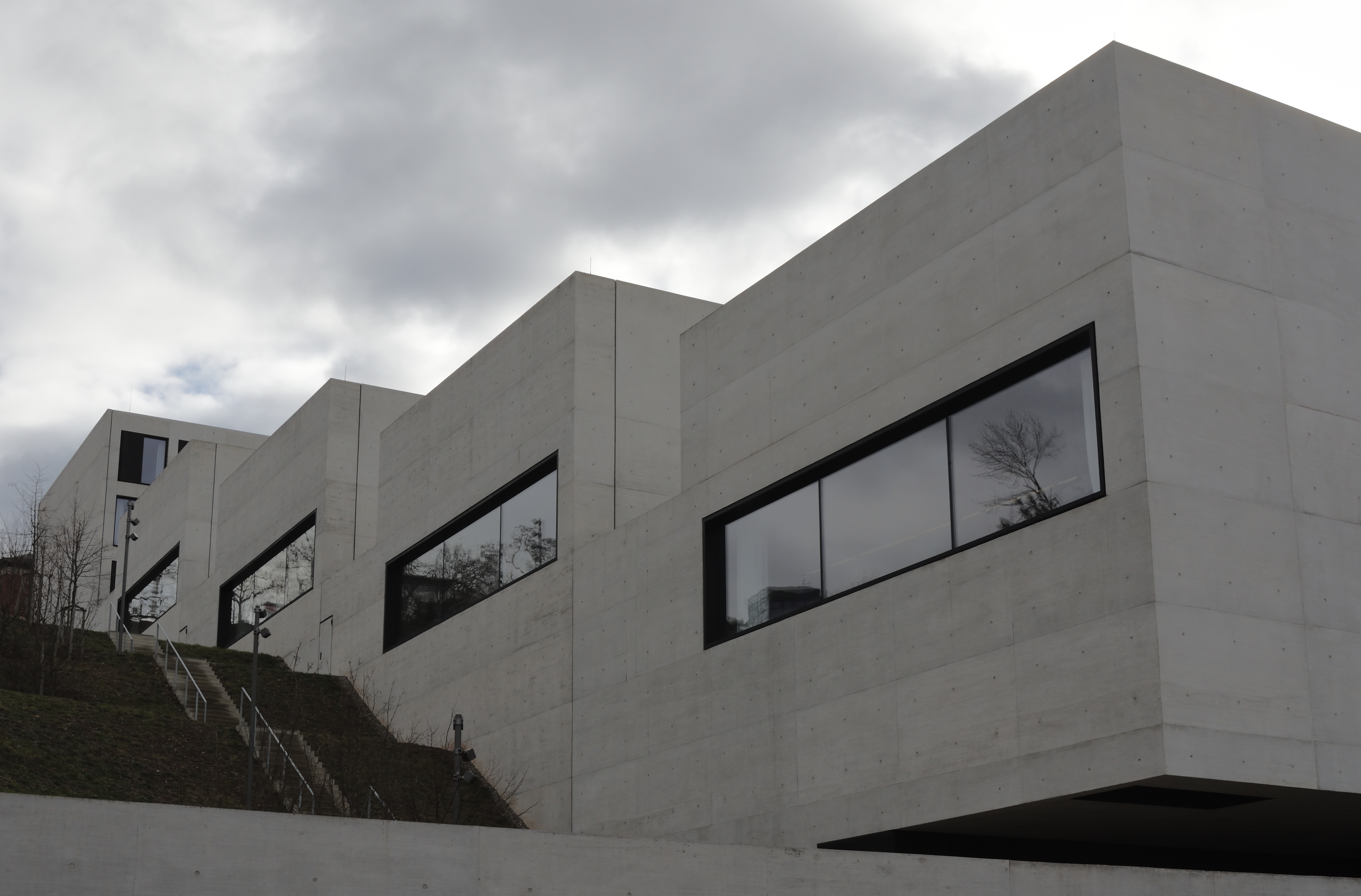
Blick von der Moserstraße hoch zum Gebäudekomplex

John Cranko kam 1961 nach Stuttgart und führte das dortige Ballett innerhalb kurzer Zeit zu Weltruhm. Er plante schon bald, in Stuttgart eine Ballettschule zu gründen, um Nachwuchstänzern die Gelegenheit zu geben, in engem Kontakt mit der Ballettkompanie ihre Ausbildung zu absolvieren. 1971 setzte er diese Idee in die Realität um. Die Ziele der Schule umriss er in seiner Einweihungsrede folgendermaßen: „Ohne den Sinn für Gemeinschaft zu verlieren, der unsere Ballettkompanie so reich in der Mannigfaltigkeit der Talente, der Stile und der Charaktere gemacht hat, beabsichtigen wir, unsere zukünftigen Schüler zu erziehen und jedem Tänzer das Beste zu geben, das wir zu leisten imstande sind.“
1973 wurden die beiden obersten Klassen offiziell zu einer staatlichen Ballettakademie (Berufsfachschule). Damit bot sich für junge tänzerische Talente erstmals in Deutschland die Möglichkeit einer kontinuierlichen Ausbildung in klassischem Tanz von der Unterstufe bis zum professionellen Abschluss mit staatlichem Diplom. Die Schule erhielt mit der wachsenden internationalen Bedeutung des Stuttgarter Balletts ständig größeren Zulauf und hat seither ihren Platz unter den anerkanntesten Ballettschulen der Welt behauptet. Die Schule besteht heute aus der Ballettschule der Württembergischen Staatstheater (einer sogenannten Freien Unterrichtseinrichtung) und der staatlichen Ballettakademie (einer Berufsfachschule). Die finanzielle Trägerschaft teilen sich das Land Baden-Württemberg und die Stadt Stuttgart. Zur Versorgung auswärtiger und internationaler Schüler verfügt die Schule über ein Internat und ein Tagesinternat.
Von 2015 bis 2020 wurde ein Neubau nach dem Entwurf des Münchener Architekturbüros Burger Rudacs errichtet. Am 28. September 2020 wurde die neue John Cranko Schule feierlich eingeweiht. Das neue Gebäude der John Cranko Schule wurde für den DAM Preis für Architektur in Deutschland nominiert und zählte zu den vier Finalisten.

## Direktoren
- Anne Woolliams (1971–1976)[8]
- Heinz Clauss (1976–1990)[9]
- Alex Ursuliak (1990–1997)[10]
- Tadeusz Matacz (seit 1998)[11]

## Absolventen
- Christoph Lechner (* 1966),  Musiker und Komponist
- Sonia Santiago (* 1966), Tänzerin, Tanzpädagogin und Ballettmeisterin
- Uwe Scholz (* 1966), Choreograf und Ballettdirektor
- Christian Spuck (* 1966), Choreograph und Regisseur
- Jörg Weinöhl (* 1970), Choreograph und Tänzer
- Gregor Zöllig (* 1965), Tänzer und Choreograf